# Hansell Arauz
Hansell Stiven Aráuz Ovares (Golfito, Puntarenas, Costa Rica, 9 de agosto de 1989) es un futbolista costarricense que juega de interior o lateral derecho en el Puerto Golfito Fútbol Club de la Segunda División de Costa Rica.

## Trayectoria

### Brujas F.C.
Hansell Arauz nació en Golfito, Puntarenas, pero se trasladó desde niño junto a su madre a Guápiles, Limón. La carrera futbolística de Arauz inició en 2007 a sus 18 años, en las divisiones menores del desaparecido Brujas. Fue progresando positivamente en la demarcación de interior, tanto por la banda derecha como en la izquierda. Sus múltiples funciones en el aporte de su equipo le hicieron salir del mismo y firmar con Barrio México en 2009.

### A.D. Barrio México
Para la temporada 2009-10 llegó a Barrio México, equipo que estuvo en la Segunda División por ese periodo. La contribución de Arauz permitió hacerse con el título de campeón y, por consiguiente, el ascenso a la máxima categoría.
En el Campeonato de Invierno 2010 tuvo únicamente cuatro apariciones y un gol obtenido, mientras que en el Verano 2011 contabilizó nueve partidos disputados y un tanto. Debido a problemas administrativos y la baja regularidad, Hansell decidió abandonar el club una vez finalizado el torneo de liga.

### Santos de Guápiles
El centrocampista fue fichado por el Santos de Guápiles a mediados de 2011. Logró encontrar ritmo tras participar en 16 oportunidades en el Campeonato de Invierno, donde consiguió un gol. Su club obtuvo el séptimo puesto con 25 puntos.

### C.S. Cartaginés
Su mayor protagonismo se dio en el Club Sport Cartaginés, conjunto de relevancia histórica en su país. En su torneo de debut, el Verano 2012, tuvo un total de 20 partidos jugados y dos goles, convirtiéndose en un futbolista casi inamovible del entrenador Johnny Chaves. Sin embargo, los blanquiazules no avanzaron a la ronda de semifinales después de terminar en el sexto puesto.
Durante el Torneo de Invierno 2012, el jugador disputó 18 encuentros, de los cuales hizo un tanto. No obstante, la competencia dio malos resultados que ubicó a su equipo en el undécimo lugar, muy cerca de la zona de descenso. La racha negativa de los cartagineses terminaría al inicio del Verano 2013, bajo las órdenes del entrenador Javier Delgado. Su conjunto obtuvo el segundo lugar de la tabla con 41 puntos, permitiendo el avance a la ronda eliminatoria. Las semifinales de ida y vuelta se llevaron contra el Deportivo Saprissa; los resultados de ambos juegos fueron de empate 1-1 y 0-0, respectivamente, pero el criterio de ventaja deportiva clasificó a su equipo a la última instancia. Una victoria de 3-1 sobre el Herediano en la ida, y una derrota con el mismo marcador en la vuelta, obligó la serie a los lanzamientos desde el punto de penal. Las cifras de 5-3 dieron el subcampeonato a su equipo. Por otra parte, el jugador tuvo 25 cotejos disputados y dos goles.

### Kayseri Erciyesspor
Hansell Arauz fue fichado por el Kayseri Erciyesspor a mediados de 2013, por su buen rendimiento mostrado con el Cartaginés. La participación en el club se vio afectada, tras figurar únicamente en nueve ocasiones de la Superliga de Turquía, además de las constantes derrotas que atravesó y problemas económicos.

### Deportivo Saprissa
El centrocampista regresó a su país para firmar con el Cartaginés y, justamente antes de llevarlo a cabo, el Deportivo Saprissa le ofreció un contrato, el cual aceptó. En el Campeonato de Verano 2014 tuvo 21 apariciones y 4 goles, uno de ellos en la final de vuelta contra Alajuelense, el cual dio el título «30» a la institución saprissista.
En el partido de ida de la semifinal de la Torneo de Copa 2014 frente a Herediano, el jugador sufrió una lesión que lo alejó de la actividad deportiva. En esta competencia, su club quedó subcampeón tras perder 3-2 ante su exequipo, el Cartaginés. Regresó poco después en el Invierno, donde tuvo únicamente 8 apariciones. Su equipo se coronó campeón al vencer a los florenses con marcador global de 5-3. La inconsistencia de Hansell provocó de nuevo su poca participación en el Verano 2015, sumando un total de 9 juegos. Por otro lado, el Saprissa logró el primer lugar de la tabla pero perdió en semifinales contra Alajuelense.
En el Campeonato de Invierno 2015 encontró de nuevo el ritmo, y tras la lesión grave de su compañero Heiner Mora, Arauz debió cambiar su posición para ser el lateral derecho. Obtuvo 19 partidos disputados y fue parte en la obtención del título «32», después de vencer a los liguistas con cifras globales de 1-4. Con la llegada del trinitario Aubrey David, el centrocampista volvió a su puesto natural de interior para el Verano 2016, competencia en la que los tibaseños fueron eliminados en las semifinales.
En la primera fecha del Campeonato de Invierno 2016, su conjunto hizo frente al recién ascendido San Carlos, el 16 de julio en el Estadio Nacional. Sus compañeros Ulises Segura, David Guzmán y Rolando Blackburn anotaron, pero el empate de 3-3 prevaleció hasta el final del juego. El jugador no fue convocado por una pequeña lesión. El 18 de agosto se inauguró la Concacaf Liga de Campeones donde su equipo, en condición de local, tuvo como adversario al Dragón de El Salvador. Arauz nuevamente tomó la lateral derecha y fue partícipe en el triunfo con marcador abultado de 6-0. El primer doblete de su carrera se dio tres después, en la visita al Estadio Rosabal Cordero contra Belén. Los goles del jugador significaron la igualdad de 2-2. El 25 de agosto se desarrolló la segunda fecha de la competencia continental, de nuevo contra los salvadoreños, pero de visitante en el Estadio Cuscatlán. Tras los desaciertos de sus compañeros en acciones claras de gol, el resultado de 0-0 se vio reflejado al término de los 90 minutos. La tercera jornada del torneo del área se llevó a cabo el 14 de septiembre, en el Estadio Ricardo Saprissa contra el Portland Timbers de Estados Unidos. A pesar de que su club inició perdiendo desde el minuto 4', logró sobreponerse a la situación tras desplegar un sistema ofensivo. Los goles de sus compañeros Fabrizio Ronchetti y el doblete de Marvin Angulo, sumado a la anotación en propia del futbolista rival Jermaine Taylor, fueron suficientes para el triunfo de 4-2. El 19 de octubre se tramitó el último encuentro de la fase de grupos, por segunda vez ante los estadounidenses, en el Providence Park de Portland, Oregón. El jugador derivó un centro al minuto 23', laborioso para el testarazo de Rolando Blackburn. El desenlace del compromiso finiquitó igualado a un tanto, dándole la clasificación a los morados a la etapa eliminatoria de la competencia. En el vigésimo segundo partido de la primera fase de la liga nacional, su conjunto enfrentó a Liberia en el Estadio Ricardo Saprissa. El marcador de 3-1 aseguró el liderato para su grupo con 49 puntos, y además un cupo para la cuadrangular final. El 1 de diciembre fue la segunda presentación para los saprissistas en la última etapa del campeonato, teniendo a Alajuelense como el contrincante en condición de local. El lateral emprendió en la titularidad, salió lesionado al minuto 13' por Julio Cascante, y sus compañeros David Guzmán y Ulises Segura anotaron para el triunfo de 2-1. Tres días después, se dictaminó que Arauz sufrió una ruptura de ligamento cruzado anterior de su pierna izquierda y su tiempo de recuperación sería de aproximadamente seis meses. El 15 de diciembre su equipo venció 2-0 al Herediano, para obtener el primer lugar de la tabla general y así proclamarse campeón automáticamente. Con esto, los morados alcanzaron la estrella número «33» en su historia y Arauz logró el cuarto título de liga en su carrera. Estadísticamente, contabilizó 20 apariciones y concretó dos tantos, para un total de 1455 minutos disputados.
Para el inicio del Campeonato de Verano 2017 que se llevó a cabo el 8 de enero, el equipo saprissista tuvo la visita al Estadio Carlos Ugalde, donde enfrentó a San Carlos. Por su parte, Hansell Arauz no fue tomado en consideración para este juego, mientras que el marcador fue con derrota de 1-0. La reanudación de la Liga de Campeones de la Concacaf, en la etapa de ida de los cuartos de final, tuvo lugar el 21 de febrero, fecha en la que su club recibió al Pachuca de México en el Estadio Ricardo Saprissa. El centrocampista quedó descartado de la lista de convocados y el trámite del encuentro se consumió en empate sin anotaciones. El 28 de febrero fue el partido de vuelta del torneo continental, en el Estadio Hidalgo. Las cifras finales fueron de 4-0 a favor de los Tuzos. El 12 de abril, en el áspero partido contra Pérez Zeledón en el Estadio Ricardo Saprissa, su club estuvo por debajo en el marcador por el gol del adversario en tan solo cuatro minutos después de haber iniciado el segundo tiempo. El bloque defensivo de los generaleños le cerró los espacios a los morados para desplegar el sistema ofensivo del entrenador Carlos Watson, pero al minuto 85', su compañero Daniel Colindres brindó un pase filtrado al uruguayo Fabrizio Ronchetti para que este definiera con un remate de pierna izquierda. Poco antes de finalizada la etapa complementaria, el defensor Dave Myrie hizo el gol de la victoria 2-1. Con este resultado, los saprissistas aseguraron el liderato del torneo a falta de un compromiso de la fase de clasificación. A causa de la derrota 1-2 de local ante el Santos de Guápiles, su equipo alcanzó el tercer puesto de la cuadrangular y por lo tanto quedó instaurado en la última instancia al no haber obtenido nuevamente el primer sitio. El 17 de mayo se desarrolló el juego de ida de la final contra el Herediano, en el Estadio Rosabal Cordero. El delantero no vio acción por lesión en la pérdida de 3-0. En el partido de vuelta del 21 de mayo en el Estadio Ricardo Saprissa, los acontecimientos que liquidaron el torneo fueron de fracaso con números de 0-2 a favor de los oponentes, y un agregado de 0-5 en la serie global. Luego de no tener participación en la segunda mitad de la temporada debido a su recuperación, y faltando veintidós días para estar habilitado físicamente, Arauz mantuvo conversaciones con el gerente deportivo Paulo Wanchope donde trató de llegar a un acuerdo de renovación de su vínculo contractual, esto el 23 de mayo. Sin embargo, la dirigencia no concretó la petición por lo que Hansell quedó fuera del equipo.

### A.D. Carmelita
El 8 de junio de 2017, Arauz fue presentado como nuevo refuerzo de la Asociación Deportiva Carmelita, equipo al que se unió por una temporada.

## Selección costarricense

### Categorías inferiores
En septiembre de 2011, Hansell Arauz apareció en las eliminatorias para el Preolímpico de Concacaf del año siguiente. Debutó en el cotejo del 21 de septiembre contra Nicaragua, en el Estadio Francisco Morazán de Honduras; el interior fue titular en la victoria de su país 4-0. Dos días después, en el mismo escenario deportivo, su selección tuvo un empate de 2-2 ante los hondureños. Según los resultados obtenidos en esta ronda, su equipo quedó ubicado en la segunda posición del grupo B, en zona de repechaje. El 26 de octubre se llevó a cabo la ida de la ronda de reclasificación, en la que su selección enfrentó a Panamá en el Estadio Rommel Fernández; Arauz quedó como suplente y el marcador terminó en derrota de 2-1. La vuelta fue el 3 de noviembre en el Estadio Morera Soto. El empate 1-1 fue insuficiente ya que el global de 3-2 favoreció a los panameños, quienes lograron el avance hacia la competencia final de la confederación.

### Selección absoluta

#### Copa América 2011
El 2 de julio de 2011 se inauguró la Copa América para su selección, la cual se desarrolló en la Argentina. El primer compromiso tuvo como escenario deportivo el Estadio 23 de Agosto contra Colombia. El mediocampista fue suplente y el marcador finalizó en derrota de 1-0. Cinco días después no fue tomado en cuenta en la victoria de 0-2 sobre Bolivia. No obstante, la pérdida de 3-0 ante el anfitrión Argentina, eliminó a su conjunto en fase de grupos, con 3 puntos. Arauz no tuvo acción en el torneo, por las decisiones del entrenador Ricardo La Volpe.
| Copa              | Sede      | Resultado      |
| ----------------- | --------- | -------------- |
| Copa América 2011 | Argentina | Fase de grupos |

## Clubes
| Club                | País       | Año               |
| ------------------- | ---------- | ----------------- |
| Brujas F.C.         | Costa Rica | 2007 - 2008       |
| A.D. Barrio México  | Costa Rica | 2009 - 2011       |
| Santos de Guápiles  | Costa Rica | 2011              |
| C.S. Cartaginés     | Costa Rica | 2012 - 2013       |
| Kayseri Erciyesspor | Turquía    | 2013              |
| Deportivo Saprissa  | Costa Rica | 2014 - 2017       |
| A.D. Carmelita      | Costa Rica | 2017 - Actualidad |

## Palmarés

### Títulos nacionales
| Título                 | Club               | País       | Año  |
| ---------------------- | ------------------ | ---------- | ---- |
| Campeonato de Verano   | Deportivo Saprissa | Costa Rica | 2014 |
| Campeonato de Invierno | Deportivo Saprissa | Costa Rica | 2014 |
| Campeonato de Invierno | Deportivo Saprissa | Costa Rica | 2015 |
| Campeonato de Invierno | Deportivo Saprissa | Costa Rica | 2016 |